# Paul de Mathies
Paul de Mathies, írói álneve: Ansgar Albing (Hamburg, 1868. május 12. – Tunisz, 1924. május 13.) német katolikus presbiter, író.

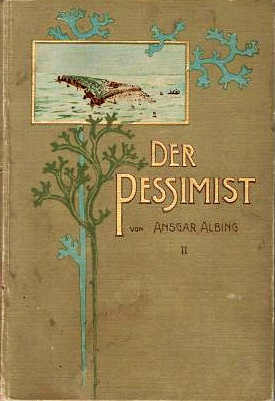
Der Pessimist című kötetének borítója

## Élete
Gazdag német polgárcsalád sarja volt, apja, Ludwig Friedrich Mathies (1825-1898) a Toszkán nagyherceg és portugál királyi főkonzul fia, az egyik legnagyobb hamburgi hajózási társaság tulajdonosa volt. Paul anyja apja második felesége, Helene Böhrt volt (1831-1872). Apja hajózási társasága Hamburg egyik legfontosabb cége volt, zászlaját nagy M betű díszítette. Paul 1888 húsvétján fejezte be szülővárosában a Wilhelm-Gymnasiumot, ezután a heidelbergi, berlini, genfi és a strasbourgi egyetemen jogot hallgatott. 1890-ben egyházi kötelékbe lépett, belépett a jezsuita rendbe, ezután filozófiát és teológiát tanulmányozott Angliában és Hollandiában. Tanulmányai végén Amerikában klasszikus nyelveket tanított, de betegsége miatt ezt a hivatást feladni kényszerült, s gyógykezelésre a Mediterráneumba utazott, élt Palesztinában, Egyiptomban, Görögországban és Olaszországban is.
1898-ban kilépett a rendből. 1901-ben XIII. Leó pápa felvette a római arisztokráciába, ettől fogva Paul de Mathies bárónak nevezték, 1902-től a pápai kamara munkatársa lett, 1906-ban Rómában presbiterré avatták. Ezután visszament Amerikába, Cincinnatiban a Szent Pál templomban tevékenykedett, ezután visszatért Európába, előbb Firenzében, majd Ausztriában dolgozott. A Vatikán diplomatájaként is működött.
1910-ben X. Piusz pápa kiadta Editiae saepe című enciklikáját Borromei Szent Károly felszentelésének évfordulója alkalmából. Ebben a 16. században a reformációt támogató német hercegekre Szent Pál szavait használta: "...sokan úgy élnek, mint Krisztus keresztjének ellenségei. 19Végük a pusztulás, istenük a hasuk, azzal dicsekszenek, ami gyalázatukra válik, s eszüket földi dolgokon járatják." (Pál levele a filippieknek, 3, 18:19). Ez komoly felháborodást keltett Németországban, sőt a szász katolikus uralkodó tiltakozó levelet küldött a Vatikánba. A pápa ennek hatására bocsánatot kért szavaiért, kijelentette, hogy nem kívánta megsérteni a Németországban élő nem katolikus személyeket, főleg nem uralkodóikat.
Paul de Mathies megvédte a pápát Wir Katholiken und unsere Gegner című brosúrájában, s a szász királyról így írt benne: "XX. Piusz vagy XXIII. Piusz idejében majd milyen nevetséges lesz a történészek számára, hogy egy operettherceg, aki alig több, mint 15000 négyzetkilométeren uralkodik, tiltakozó levelet ír magának a pápának". A brosúra újabb, durva vitákhoz vezetett a kor német lapjaiban, kivált a müncheni Illustrierte Jugend-ben. Ugyanebben az évben a baseli Jakob Sammler Zürichben az ifjúsági ügyek vezetőjének nevezte ki, ezt a tisztet 1918-ig töltötte be, helyére később a jezsuita Paul de Chastonay (1870-1943) lépett. Ebben az időben szoros kapcsolatba került a Verband Schweizerischer Katholischer Akademiker, Renaissance szövetséggel, amelynek szervezésében komoly szerepet vállalt.
Szoros barátságot kötött Hugo Ball-lal, a dadaizmus egyik társalapítójával, részt vett ingyenes újságja létrehozásában, s több cikket is írt bele. 1918-ban a Genf melletti Satigny papja lett. Tunéziában hunyt el, ahová gyógykezelés miatt utazott. Halála után tiszteletbeli prelátusi rangot kapott. Carl Mathies (1849-1906) hamburgi szenátor az unokatestvére volt.
Íróként teológiai tanulmányokat és népszerű, szórakoztató vallási kiadványokat alkotott. Leghíresebb munkája az 1898-ban megjelent Moribus paternis volt, valamint az 1899-ben kiadott Der Pessimist című regény.

## Külső hivatkozások
- Paul de Chastonay atyáról szóló weboldal, többször megemlítve Paul de Mathies-t Archiválva 2016. március 4-i dátummal a Wayback Machine-ben
- Az aphorismen.de weboldal, Mathies írásával

## Fordítás
- Ez a szócikk részben vagy egészben  a   Paul de Mathies című német Wikipédia-szócikk ezen változatának fordításán alapul.  Az eredeti cikk szerkesztőit annak laptörténete sorolja fel. Ez a jelzés csupán a megfogalmazás eredetét és a szerzői jogokat jelzi, nem szolgál a cikkben szereplő információk forrásmegjelöléseként.